# فيصل بن سلمان بن عبد العزيز آل سعود
فيصل بن سلمان بن عبد العزيز آل سعود (25 ديسمبر 1970) مستشار خاص لخادم الحرمين الشريفين بمرتبة وزير منذ 12 ديسمبر 2023، ورئيس مجلس إدارة دارة الملك عبد العزيز، ورئيس مجلس أمناء مكتبة الملك فهد الوطنية، وشغل منصب أمير منطقة المدينة المنورة منذ 2013م حتى 12 ديسمبر 2023، هو الابن الخامس من أبناء الملك سلمان بن عبد العزيز آل سعود ووالدته الأميرة سلطانة بنت تركي بن أحمد السديري.

## تعليمه
حصل الأمير فيصل بن سلمان بن عبد العزيز آل سعود على شهادة البكالوريوس في العلوم السياسية من جامعة الملك سعود، وحصل على درجة الدكتوراه في العلوم السياسية أيضًا من جامعة أكسفورد من المملكة المتحدة عام 1999م.

## حياته العملية
- شغل فيصل بن سلمان منصب رئيس مجلس إدارة المجموعة السعودية للأبحاث والتسويق، بعد وفاة شقيقه الأمير أحمد في عام 2002 وحتى 2015، كان أستاذا للعلوم السياسية في جامعة الملك سعود.
- يعد الأمير فيصل من الشخصيات التنفيذية في قطاع وسائل الإعلام في الشرق الأوسط والعالم العربي، ويمتلك مجلة أراب نيوز، وصحيفة الشرق الأوسط، وصحيفة الاقتصادية. وقام بتأسيس مدرسة لتدريب الصحفيين والعاملين في مجال الإعلام.
لُقب بـ «رجل العام» عام 2004م في الأعمال.
- رأس لجنة أصدقاء الأيتام في الجمعية الخيرية لرعاية الأيتام (إنسان).
- عضو أمناء مركز الملك سلمان لأبحاث الإعاقة.[6]

## إمارة منطقة المدينة المنورة
أصدر الملك عبد الله بن عبد العزيز آل سعود أمراً ملكياً كريماً بتاريخ 2 ربيع الأول 1434 هـ الموافق لـ14 يناير 2013 بإعفاء الأمير عبد العزيز بن ماجد بن عبد العزيز آل سعود، أمير منطقة المدينة المنورة من منصبه وتعيين الأمير فيصل بن سلمان بن عبد العزيز آل سعود أميراً لمنطقة المدينة المنورة.

## أسرته

### زوجته
- الأميرة لولوة بنت أحمد بن مساعد بن أحمد السديري.[7][8]

### أبناؤه
- الأمير فهد بن فيصل بن سلمان بن عبد العزيز آل سعود (2006) [9]
- الأمير أحمد بن فيصل بن سلمان بن عبد العزيز آل سعود (2008)
- الأمير سلمان بن فيصل بن سلمان بن عبد العزيز آل سعود (2014)

## المؤلفات
| الكتاب                                                             | التاريخ | ملاحظات                                                            |
| ------------------------------------------------------------------ | ------- | ------------------------------------------------------------------ |
| إيران والسعودية والخليج: سياسة القوة في مرحلة انتقالية 1968- 1971م | 2006    | صدر باللغة الإنجليزية عام 2003، وصدرت الطبعة الثانية منه عام 2023. |